# نيكولاس فيدور
نيكولاس فيدور (بالإسبانية: Miku) (مواليد 19 أغسطس 1985 في كاراكاس - فنزويلا) لاعب كرة قدم فنزويلي يلعب حاليا لصالح نادي الدرجة الأولى نادي خيتافي الإسباني في مركز المهاجم كما يجيد اللعب في مركز الوسط المهاجم والجناح الأيمن .

## روابط خارجية
- نيكولاس فيدور على موقع الاتحاد الدولي (مؤرشف)  (الإنجليزية)
- نيكولاس فيدور على موقع الاتحاد الأوربي (الإنجليزية)
- نيكولاس فيدور على موقع قاعدة بيانات كرة القدم.إي يو (الإنجليزية)
- نيكولاس فيدور على موقع ناشيونال فوتبول تيمز (الإنجليزية)
- نيكولاس فيدور على موقع Soccerbase.com (لاعب) (الإنجليزية)
- نيكولاس فيدور على موقع Soccerway.com (الإنجليزية)
- نيكولاس فيدور على موقع عالم كرة القدم.نت (الإنجليزية)
- نيكولاس فيدور على موقع كووورة
- نيكولاس فيدور على موقع AS.com (الإسبانية)